# Боровской уезд
Боровской уезд — административно-территориальная единица Кустанайской губернии Киргизской АССР), существовавшая в 1922—1924 годах.
Боровской уезд с центром в п. Боровской был образован 27 июля 1922 года из бывшего Боровского района. Первоначально в состав уезда входили следующие волости:
- Алешинская. Центр — п. Алешинский
- Боровская. Центр — п. Боровской
- Воробьевская. Центр — п. Воробьевский
- Каменно-Белоярская. Центр — п. Каменский
- Кень-Аральская кочевая
- Мендыгаринская кочевая
- Михайловская. Центр — п. Михайловский
- Надеждинская. Центр — п. Надеждинский
- Убаганская кочевая
- Яснополянская. Центр — п. Яснополянский

15 августа 1922 года центр Алешинской волости был перенесён в п. Введенский, а сама волость переименована в Введенскую.
29 марта 1923 года Воробьевская волость была присоединена к Михайловской, Каменно-Белоярская — к Введенской, Яснополянская — к Мендыгаринской. Надеждинская волость была передана в Кустанайский уезд, где присоединена к Александровской волости. Также были утверждены центры кочевых волостей. Центром Кень-Аральской волости стал п. Введенский, Мендыгаринской — аул № 2, Убаганской — п. Убаганский.
29 февраля 1924 года Боровской уезд был упразднён, а его территория присоединена к Кустанайскому уезду.